# Hình tượng cá mập trong văn hóa

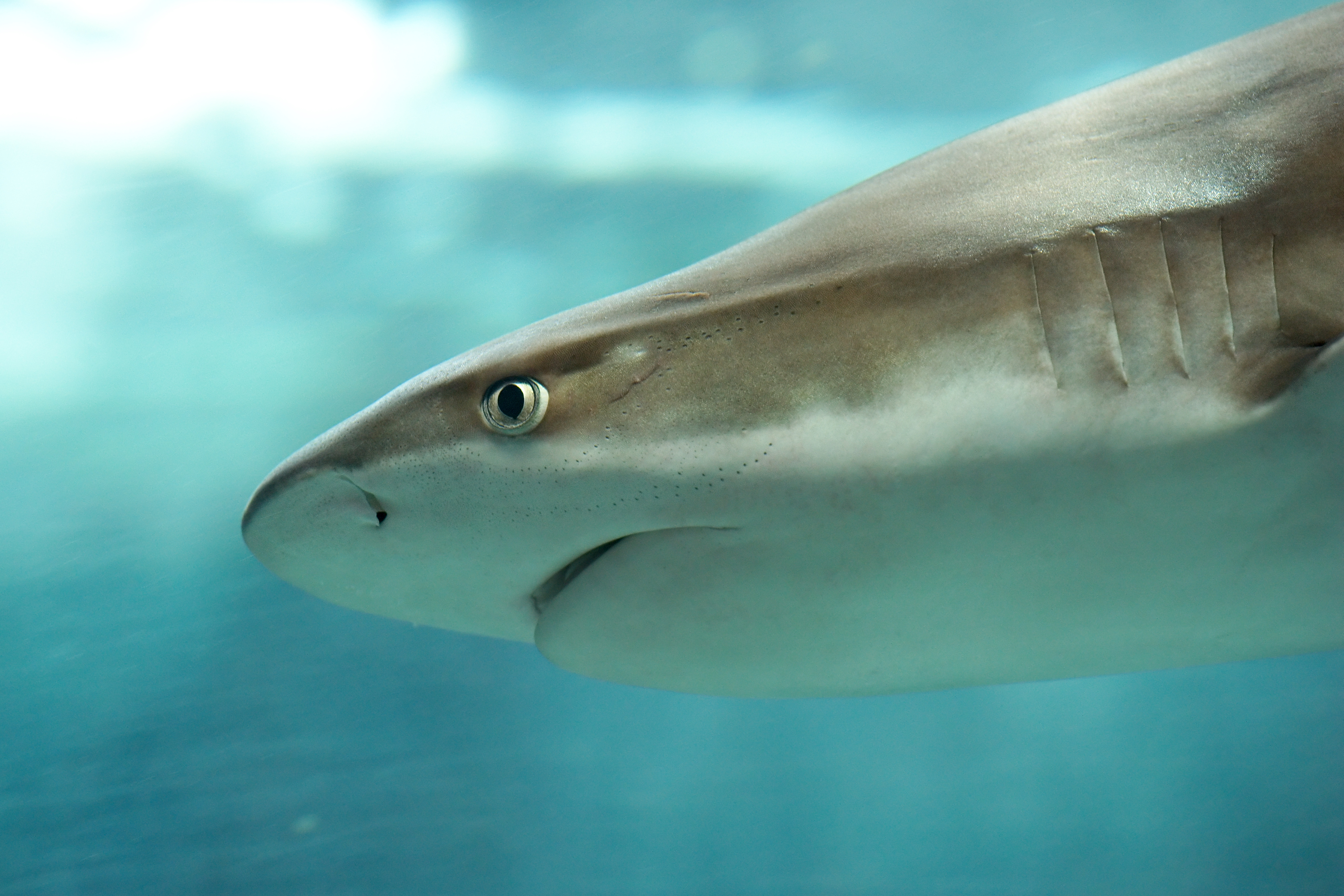
Một con cá mập

Những hình ảnh đại diện của các con cá mập rất phổ biến trong văn hóa đại chúng ở thế giới phương Tây với một loạt những sê-ri phim ảnh trên phương tiện truyền thông khắc họa hình ảnh của một cỗ máy ăn thịt và những mối đe dọa, nguy hiểm, rùng rợn.

## Tổng quan
Trong tiểu thuyết và bộ phim hàm cá mập (Jaws), cùng với phần tiếp theo của nó khắc họa nên hình ảnh của một cỗ máy giết chóc tàn bạo. Cá mập là mối đe dọa trong các bộ phim khác như biển xanh sâu thẳm Deep Blue Sea. Mặc dù đôi khi chúng được sử dụng cho các hiệu ứng hài hước như trong Finding Nemo và sêri Austin Powers. Những hiệu ứng hài hước đôi khi có thể không chủ ý, như đã thấy trong Batman: The Movie và kênh phim khác nhau như Syfy Dinoshark và Sharktopus. Cá mập có xu hướng để được nhìn thấy khá thường xuyên trong phim hoạt hình bất cứ khi nào một cảnh liên quan đến đại dương. Ví dụ như vậy bao gồm trong phim hoạt hình Tom và Jerry, Jabberjaw, Doraemon và các chương trình khác được tạo ra bởi Hanna-Barbera.
Cá mập Greenland không được coi là nguy hiểm cho con người, mặc dù có các truyền thuyết Inuit cho rằng loài cá này tấn công kayak. Thịt độc cá mập Greenland có hàm lượng urea cao, đã làm xuất hiện truyền thuyết Inuit Skalugsuak, cá mập Greenland đầu tiên. Truyền thuyết nói rằng một người phụ nữ gội tóc của cô trong nước tiểu và sấy khô nó với một miếng vải. Miếng vải bị thổi vào đại dương để trở thành Skalugsuak.
Một truyền thuyết khác của Sedna, một cô gái bị cha mình cắt ngón tay khi dìm nước cô gái. Mỗi ngón tay được cho là đã trở thành một sinh vật biển, bao gồm cá mập Greenland.

## Phim ảnh

Phim Hung thần đại dương năm 2017

Cá mập được ví như cỗ máy ăn thịt đã được khắc họa trong một loạt tác phẩm điện ảnh nhằm cảnh báo mối đe dọa, nguy hiểm, rùng rợn đằng sau chúng. Từ tác phẩm kinh điển Jaws (1975) của đạo diễn lừng danh Steven Spielberg, cho đến nay chủ đề chưa bao giờ bị ngưng khai thác. Ngoài loạt phim Jaws, còn có những phim đáng chú ý khác như Deep Blue Sea (1999), Open Water, Shark Night (2011), The Shallows (2016) và 47 Meters Down (2017) và The Meg (2018) đều mang đến giá trị giải trí rất tốt và nguồn doanh thu dồi dào cho giới làm phim. Cá mập tấn công người được phản ánh trong các phim kinh dị của phương Tây và là hiện thân của cỗ máy giết chóc tàn bạo. Một số bộ phim có thể kể đến như:
- Jaws (1975) – Hàm cá mập về một con cá mập sát thủ khổng lồ làm kinh hoàng những du khách trên một đảo nhỏ, và đánh dấu sự xuất hiện của một trong những đạo diễn lớn nhất mọi thời đại. Tác phẩm kinh dị của đạo diễn Steven Spielberg không chỉ gây ảnh hưởng lớn tới nền văn hóa giải trí nước Mỹ, mà còn đánh mạnh vào bản năng sợ hãi bị ăn thịt bởi những loài động vật to lớn hơn của con người.

Điều biến cuốn phim này trở thành một trong những phim cá mập hay nhất là câu chuyện nguyên gốc, đáng sợ và hồi hộp, kỹ xảo rất ấn tượng và dàn diễn viên. Ngày nay cuốn phim này vẫn còn làm hoảng sợ những người xuống nước. Jaws chứa đựng nhiều cuộc tấn công đẫm máu từ đám cá mập trắng, khiến không ít người không dám đặt chân xuống biển suốt một thời gian dài.
- Jaws 2 (1978) – Hàm cá mập 2: là một trong những cuốn phim tiếp theo về cá mập. Nhân vật chính của phim, cảnh sát trưởng Martin Prody trở lại trong phim để điều tra kỹ hơn về vùng nước Amity. Cuốn phim không vượt qua được chất lượng của cuốn đầu, nhưng cũng được đánh giá cao. Phim do Jeannot Szwarc đạo diễn.
- Deep Blue Sea (1999) – Biển xanh sâu thẳm: Là một trong những cuốn phim đắt đỏ nhất và là một trong những cuốn phim về cá mập hay nhất với hiệu ứng đặc biệt. Câu chuyện xung quanh một nhóm các nhà khoa học tin rằng cơ não lấy từ cá mập mako có thể được sử dụng để chữa bệnh Alzheimer. Nhưng những con cá mập chống lại và thoát ra được ngoài đại dương.
- 12 Days of Terror (2004) - 12 ngày kinh hoàng: là một cuốn phim tài liệu từ năm 2004, dựa vào loạt sách cá mập tấn công ở bờ biển New Jersey mùa hè 1916. Cuốn phim dựa vào những sự kiện có thật, khi người ta trải qua 12 ngày kinh hoàng vì một con cá mập trên sông và giết bốn người.
- Blue Water, White Death (1971) – Nước xanh, Chết trắng: là cuốn phim tài liệu hay về Peter Gimbel và một nhóm các nhà nhiếp ảnh, những người ra biển để tìm và quay phim về cá mập trắng. Chuyến đi kéo dài 9 tháng, và họ đã quay được những quái thú này ở nơi sinh sống tự nhiên của chúng.
- Open Water (2003) - Vùng nước mở hay Trôi dạt: Phim dựa trên chuyện có thật xảy ra năm 1988 kể về chuyến du lịch định mệnh của cặp vợ chồng đang cố hàn gắn tình cảm. Do mải mê lặn, họ bị đoàn du lịch bỏ lại với một con cá mập hung tợn mà không hay biết. Không may thay, họ kẹt lại ở đúng vùng nước nhiễm khuẩn, phải đương đầu với nhiều con cá mập khát máu hơn thường lệ. Không giống các phim về đề tài cá mập khác, Open Water được làm theo hướng giả tài liệu, khai thác yếu tố tâm lý hoảng sợ của hai nhân vật chính.
- The Reef (2010) - Rặng đá ngầm: Bộ phim kinh dị của Australia về câu chuyện của nhóm bạn trẻ ngao du trên chiếc du thuyền đến nghỉ mát ở biển Indonesia. Khi thuyền lật, họ không còn cách nào khác ngoài việc cố bơi vào một hòn đảo cách đó 12 dặm. Đồng hành với họ là con cá mập trắng to lớn và hung dữ. Đạo diễn Andrew Traucki tạo nên các tình huống kịch tính, buộc nhân vật phải đấu tranh giành giật sự sống.
- 2-Headed Shark Attack (2012) – Cá mập hai đầu tấn công: Một sản phẩm của hãng Syfi công chiếu năm 2012 kể về những người sống sót thoát khỏi một đảo san hô bỏ hoang sau khi một học kỳ tại tàu biển bị chìm đắm bởi một con cá mập hai đầu đột biến. Nhưng khi các đảo san hô bắt đầu ngập lụt, không có ai là an toàn từ hàm đôi của con quái vật. Kỳ học mùa hè ở biển kết thúc trong 88 phút khi những nữ sinh ngực trần chạy trốn trên một hòn đảo nhỏ vì một con cá mập hai đầu. Phần hay nhất tuyệt đối của nó – hòn đảo bị chìm khi con cá mập đụng vào nó.
- 3-Headed Shark Attack (2015) - Cá mập ba đầu tấn công: Là một bộ phim kinh dị hành động khoa học viễn tưởng của Mỹ được phát triển từ hãng The Asylum và có sự tham gia của Daniel Trejo, diễn viên gốc Việt Karrueche Tran (Trần) và Rob Van Dam. Được đạo diễn Christopher Ray trực tiếp chỉ đạo. Cá Mập 3 Đầu là cỗ máy giết người lớn nhất thế giới với 3 cái đầu như thần chết người khi một đột biến, ba đầu, cá mập trắng lớn đe dọa một tàu du lịch. Như những con cá mập ăn theo cách của mình từ một đầu của con tàu để tiếp theo, các hành khách chiến đấu chống lại kẻ săn mồi nguy hiểm bằng cách sử dụng bất cứ điều gì họ có thể tìm thấy.
- 5-Headed Shark Attack (2017) - Cá mập năm đầu tấn công: Là một bộ phim kinh dị khoa học viễn tưởng dành cho truyền hình của Mỹ do The Asylum kết hợp với Syfy sản xuất. Mặc dù có hình ảnh một con cá mập có 5 đầu, bộ phim là phần thứ ba trong loạt phim Cuộc tấn công cá mập nhiều đầu (Multi-Headed Shark Attack), sau Cuộc tấn công cá mập 2 đầu và Cuộc tấn công cá mập 3 đầu và trước Cuộc tấn công cá mập 6 đầu, với bộ phim này có cả một cá mập bốn đầu và cá mập năm đầu.
- Sharktopus (2010) – Cá mập lên bờ: Các nhà khoa học thiên tài làm việc trong quân đội mất kiểm soát với một sinh vật có đầu cá mập và tua bạch tuộc. Không có quá nhiều điều để thích: Con cá mập bạch tuộc này có thể đi bộ trên các tua của nó. Nó cũng có thể ngồi trên đỉnh một chiếc tàu. Phần hay nhất tuyệt đối của nó là một con cá mập bạch tuộc ăn một người nhảy bungee.
- Mega Shark Versus Giant Octopus (2009) – Siêu cá mập đại chiến bạch tuộc khổng lồ: Sự nóng lên toàn cầu. Hai con quái thú thời tiền sử bị đóng băng 10 triệu năm trước phục hồi lại mối thù truyền kiếp sau khi được tan băng giải thoát. Không có giàn khoan dầu, cầu, tàu quân sự hay máy bay nào an toàn. Phần hay nhất tuyệt đối – Có hai chuyện: Cá mập mega ăn mất Cầu Cổng Vàng và nhảy lên cao một dặm thẳng đứng để ăn một chiếc máy bay.
- Sand Sharks (2011) –Cá mập cát: Phim kể về một con cá mập bơi được trên sa mạc. Phim nổi bật với phân cảnh mhững người trẻ tuổi mặc bikini vui vẻ nhảy nhót lên xuống bãi biển và khôn ngoan không xuống nước, cho tới khi họ phát hiện con cá mập có thể bơi trên cát. Phần hay nhất là một tay chạy xe máy đua trên cát bỏ lại con cá có vây đằng sau.
- Swamp Shark (2011) –Cá mập đầm lầy hay Đầm lầy cá mập: Kể về câu chuyện khi thả một con không phải tự nhiên vào nơi hoang dã. Nó có thể làm cho một số cô gái mặc (và không mặc) áo ngực bị nhai. Những chuyện tồi tệ khác cũng xảy ra. Phần hay nhất của phim là cảnh Con cá mập đầm lầy cắn đứt đầu của một gã và để thân lại trên cảng.
- Shark Night (2011) - Đầm cá mập: Phim xoay quanh chuyến du lịch của nhóm bạn trẻ ở ngôi biệt thự bên hồ. Cả nhóm bất ngờ bị tấn công bởi hàng chục con cá mập đủ loại, đủ kích cỡ. Từ đây, một âm mưu đen tối và tàn bạo dần được hé lộ. Một người trong số họ đã lợi dụng con cá mập nhốt trong hồ để tạo ra các cảnh tấn công giật gân hòng quay video kiếm lợi nhuận. Đây là bộ phim cá mập đầu tiên làm ở định dạng 3D, được đạo diễn bởi David R. Ellis. Phim có nhiều cảnh bạo lực, máu me và nhạy cảm, khai thác các màn tấn công bất ngờ của cá mập gây thót tim khán giả.
- Bait-3D (2012) - Bẫy cá mập: Phim được đạo diễn Kimle Rendall khai thác theo hướng mới khi kết hợp với đề tài thảm họa, đặt câu chuyện phim trong bối cảnh hậu thảm họa sóng thần. Phim có nội dung khác quen thuộc của dòng phim kinh dị khi nói về một nhóm người bị mắc kẹt trong không gian kín, lần lượt từng người bị giết hại, chỉ còn lại vài người chiến đấu dũng cảm sống sót. Dù không được đánh giá cao về câu chuyện nhưng Bait lại hấp dẫn khán giả ưa cảm giác mạnh bằng nhiều cảnh máu me rùng rợn được quay bằng kỹ thuật 3D.
- The Shallows (2016) - Vùng nước tử thần còn có tựa tiếng Việt là Vùng nước nông: Trong phim, một cô gái lướt sóng bị mắc cạn cách bờ 200 thước Anh (180 m), và phải sử dụng trí thông minh và quyết tâm sống sót trước cuộc tấn công của cá mập trắng lớn. Phim ca ngợi trí tuệ của con người trước nghịch cảnh khi cô gái trẻ bước vào cuộc chiến khốc liệt và đơn độc trên biển cả với hình ảnh Nancy cô độc không lối thoát, đến điểm nhìn mấp mé dưới nước của hung thần biển đang rình mò miếng mồi ngon mắc cạn[5].
- 47 Meters Down (2017) - Hung thần đại dương: là một bộ phim điện ảnh kinh dị sống còn của Anh-Mỹ năm 2017. Trailer chính thức của 47 Meters Down: The Next Chapter (Hung Thần Đại Dương: Thảm Sát) mang khán giả tới gần hơn với cỗ máy giết người tự nhiên mang tên cá mập trắng. Câu chuyện về 4 cô gái ưa mạo hiểm tự mình nộp mạng cho tử thần được miêu tả sắc nét và ghê rợn với hình ảnh hàm răng nanh sắc lẹm và máu nhuộm đỏ đáy biển[6]. Phim kể về cuộc hành trình giành lấy sự sống đầy cam go của hai chị em Lisa (Mandy Moore) và Kate (Claire Holt) trước những kẻ săn mồi nguy hiểm nhất đại dương[7].
- The Meg (2018) - Cá mập siêu bạo chúa: Là một bộ phim kinh dị khoa học viễn tưởng Mỹ của đạo diễn Jon Turteltaub, nội dung phim dựa trên cuốn tiểu thuyết Meg: A Novel of Deep Terror của nhà văn Steve Alten lần đầu xuất bản vào năm 1997. Trong quá khứ, Jonas Taylor (Jason Statham đóng) từng cứu hộ một đoàn các nhà khoa học khi tàu của họ bị sinh vật cá mập khổng lồ trên biển tấn công. Lúc đó, anh nhìn thấy tàu đang bị tàn phá sau đó là phát nổ mà anh không thể làm gì hơn để cứu họ. Anh kể lại câu chuyện này và bị bác bỏ, ai cũng cho rằng loài cá mập đó đã tuyệt chủng.

Nhà đầu tư Jack Morris (Rainn Wilson đóng) tới Trung Quốc để xem trạm nghiên cứu mới của ông, nơi các nhà khoa học đang cố gắng đạt đến một sự chinh phục mới của đáy đại dương được che giấu bởi một lớp khí đông lạnh. Họ đột phá nhưng trước khi họ có thể điều tra thêm, họ bị tấn công bởi một con Megalodon khổng lồ là con cá mập thời tiền sử được cho là đã tuyệt chủng. Với ba trong số nhóm bị mắc kẹt dưới đáy đại dương, Jonas Taylor được gọi đến để giải cứu họ. Cá mập siêu bạo chúa đã trốn thoát lên bề mặt, họ phải nhanh chóng cản được nó trước khi nó tiếp cận những vùng đông dân cư.
- The Frenze hay Surrounded (2018): Phim kể về một nhóm bạn trẻ đang quay vlog du lịch, nhưng trong chuyến đi tiếp theo, máy bay thủy phi cơ của họ gặp sự cố nên lao xuống biển, những người sống sót tìm thấy mình trôi dạt trong đại dương bao la trong xanh và bị vây quanh là một đàn cá mập trắng lớn đang trong cơn điên cuồng kiếm ăn.
- Shark Season (2020) hay Deep Blue Nightmare - Ác mộng biển xanh do Jared Cohn làm đạo diễn, với sự tham gia của nữ diễn viên Juliana DeStefano
- Sharknado (2013): Là một bộ phim về thảm họa khoa học viễn tưởng được sản xuất cho truyền hình của Mỹ kể về một con tàu thủy đưa cá mập ra khỏi đại dương và gửi chúng ở Los Angeles. Đây là phần đầu tiên trong loạt phim Sharknado.
- Ghost Shark (2013) - Cá mập ma là một bộ phim kinh dị năm 2013 do Griff Furst đạo diễn cho mạng truyền hình Syfy. Với Furst do Paul A. Birkett và Eric Forsberg tham gia viết kịch bản, bộ phim được công chiếu trên Syfy vào ngày 22 tháng 8 năm 2013.
- Biển cá mập (2020)
- Hung thần trắng - Great White